# Dayan Khan
Batumöngke Dayan Khan (auch: Batu-Möngke; * 1464; † 1543?) war ein mongolischer Khan der Nördlichen Yuan, Nachfahre Dschingis Khans und erneuerte die Macht der Dschingisiden in der Mongolei.
Batumöngke wurde als Kind ca. 1479 von Manduchai-hatun (der Witwe eines seiner Vorgänger, * ca. 1448) auf den Thron gehoben und regierte bis zur Volljährigkeit unter ihrer Vormundschaft. 1481 heiratete er sie und hatte mit ihr sieben Söhne sowie eine Tochter. Vier weitere Söhne stammten von zwei anderen Frauen, den Oiratinnen Küsei-hatun und Jimisken-hatun.

## Regierung
Seine Herrschaft sicherte der Mongolei einen langen inneren Frieden (zumindest für die Verhältnisse der Mongolei). 1510–12 rebellierten zwei Fürsten des westlichen Flügels, Ibrahim und Mandulai ayulgu gegen seine Nachfolgeregelung und töteten seinen zweiten Sohn Ulus Bolod, aber Dayan Khan blieb letztlich (dank der Qorchin) siegreich. Ibrahim wurde an die Grenze von Shensi abgedrängt und 1533 von Dayans Enkel Gün-bilig endgültig besiegt.
Der Khan griff 1483–88 bzw. 1491/92 die Oiraten und 1497–1505 die gesamte Nordgrenze Chinas an. Dabei dehnte er seine Herrschaft westwärts bis an den Pamir aus und besetzte (spätestens) 1510 auch die Ordos-Region. Er zog zwischen 1517 und 1526 wiederholt mit einer kleinen Armee vor die chinesische Hauptstadt, Peking. 1532 schickte er (und/oder Bodi Alag) eine Friedensgesandtschaft zu den Chinesen, insbesondere um Handelsrechte zu klären.
Unter ihm soll Karakorum noch einmal kurzzeitig zur Hauptstadt erhoben worden sein. Des Weiteren soll er (Sagang Sechen zufolge) in der Mongolei wieder ein Steuersystem in unbekannter Form eingeführt haben.

## Reform
Dayan Khan teilte die Stämme der (Ost-)Mongolei in 6 Tümen (das bedeutet Zehntausend):
- Linker Flügel: Khalkha, Chahar und Uriankhai (mongol.: Урианхай, MNS : Uriankhai)
- Rechter Flügel: Ordos, Tümed (mongol.: Түмэд) und Yöngshiyebü (ein Teilstamm der Khartschin (mongol.: Харчин) mit Asud (mongol.: Асуд) und Khartschin)

Die Führung der Tümen übertrug er seinen Söhnen und Enkeln.
Zum Khan wurde immer ein Nachfahre seines ältesten Sohnes ernannt. Das war zunächst sein Enkel Bodi Alag Khan (reg. 1524/32/43–1548), dann dessen Sohn usw. Der letzte davon war Ligdan Khan (reg. 1603–1634). Die Würde eines Vizekönigs (Jinong) übernahmen nacheinander Bars Bolod (1484–1531/2) und seine beiden Söhne Gün-bilig und Altan.

## Nachkommen
Der Khan hatte elf Söhne, deren Nachkommen noch zur Zeit der Qing-Dynastie einen Großteil der mongolischen Stämme regierten:
- Toro Bolod (1482–1523): Seine Nachkommen stellten bis 1634 die Khane, und ihr persönlicher Ulus waren die Chakhar.
- Ulus-Bolod (1482–1510): Er wurde als Jinong eine Art Vize-Khan, aber diese Würde ging nach seiner Ermordung auf den dritten Sohn über.
- Bars Bolod (1484–1531/2): Nach der Ermordung seines Bruders wurde er der Jinong, und sein persönlicher Ulus waren die Ordos. Seine Söhne waren Gün-bilig und Altan.
- Töröltu (Prinzessin, * 1484)
- Arsu Bolod: Die Nachkommen des vierten Sohnes waren die Fürsten am Kokonor.
- Alcu Bolod (* 1490)
- Ocir Bolod (* 1490)
- Ara Bolod
- Geretü Tayiji (* 1491, Sohn von Küsei-hatun)
- Cing Tayiji (Sohn von Küsei-hatun)
- Gere Bolod (* 1482, Sohn von Jimisken-hatun)
- Geresenje (1489–1549): Der zweite Sohn von Jimisken-hatun bekam die Khalka, die dann von seiner Witwe Qatanqai unter sieben Söhne verteilt wurden.